# Élections législatives tchadiennes de 1963
Les élections législatives tchadiennes de 1963 se déroulent le 22 décembre 1963 afin de renouveler l'Assemblée nationale du Tchad, dont la composition passe de 85 à 75 sièges. Les élections ont lieu dans un régime à parti unique sous l'égide du Parti progressiste tchadien, et ce dernier remporte l'intégralité des sièges, les électeurs n'ayant la possibilité de voter que pour les candidats du parti ou bien « contre ».

## Résultats
|                           |                             |           |       |        |     |  |  |  |  |
| Parti                     | Parti                       | Votes     | %     | Sièges | +/– |  |  |  |  |
|                           | Parti progressiste tchadien | 1 352 749 | 99,92 | 75     | 10  |  |  |  |  |
|                           | « Contre »                  | 1 028     | 0,08  | -      | -   |  |  |  |  |
|                           |                             |           |       |        |     |  |  |  |  |
| Suffrages exprimés        | Suffrages exprimés          | 1 353 777 | 99,82 |        |     |  |  |  |  |
| Votes blancs et invalides | Votes blancs et invalides   | 2 434     | 0,18  |        |     |  |  |  |  |
| Total                     | Total                       | 1 356 211 | 100   | 75     | 10  |  |  |  |  |
| Abstentions               | Abstentions                 | 65 309    | 4,60  |        |     |  |  |  |  |
| Inscrits / participation  | Inscrits / participation    | 1 421 520 | 95,40 |        |     |  |  |  |  |